# Мост Акинада
Мост Акинада (яп. 安芸灘大橋, あきなだおおはし, аки-нада охаси, «Великий мост моря Аки») — висячий мост через пролив Мэнэко во Внутреннем Японском море в префектуре Хиросима, Япония. Соединяет острова Хонсю, Мэнэко и Симо-Камагари. Общая длина моста составляет 1175 м, длина главного пролета — 750 м. Открыт 18 января 2000 года. Один из 8 мостов, соединяющих острова Геиё моря Аки с островом Хонсю. Порядковый номер — «1». Расположен на платной префектурной автодороге № 74, соединяющей районы Кавадзири и Симо-Камагари города Куре.